# Imre Rajczy
Imre Rajczy (Szombathely, 8 novembre 1911 – Buenos Aires, 31 marzo 1978) è stato uno schermidore ungherese, vincitore di una medaglia d'oro nella scherma ai giochi olimpici.